# 盧傅偉
盧傅偉，BBS，JP（LO Fu Wai），前食物環境衛生署助理署長(行動)。

## 簡歷
盧傅偉中學就讀於荃灣官立中學。